# Conophytum semivestitum
Conophytum semivestitum är en isörtsväxtart som beskrevs av L. Bol.. Conophytum semivestitum ingår i släktet Conophytum, och familjen isörtsväxter. Inga underarter finns listade i Catalogue of Life.